# Coenocyathus anthophyllites
Coenocyathus anthophyllites är en korallart som beskrevs av Milne Edwards och Jules Haime 1848. Coenocyathus anthophyllites ingår i släktet Coenocyathus och familjen Caryophylliidae. Inga underarter finns listade i Catalogue of Life.